# آباکولاویوا
آباکولاویوا (به لاتین: Abakolawewa) در سری‌لانکا است که در استان جنوبی (سری‌لانکا) واقع شده‌است.